# Kjerag
Kjerag oder Kiragg ist ein Felsplateau in der norwegischen Kommune Sandnes (Fylke Rogaland) am Lysefjord.

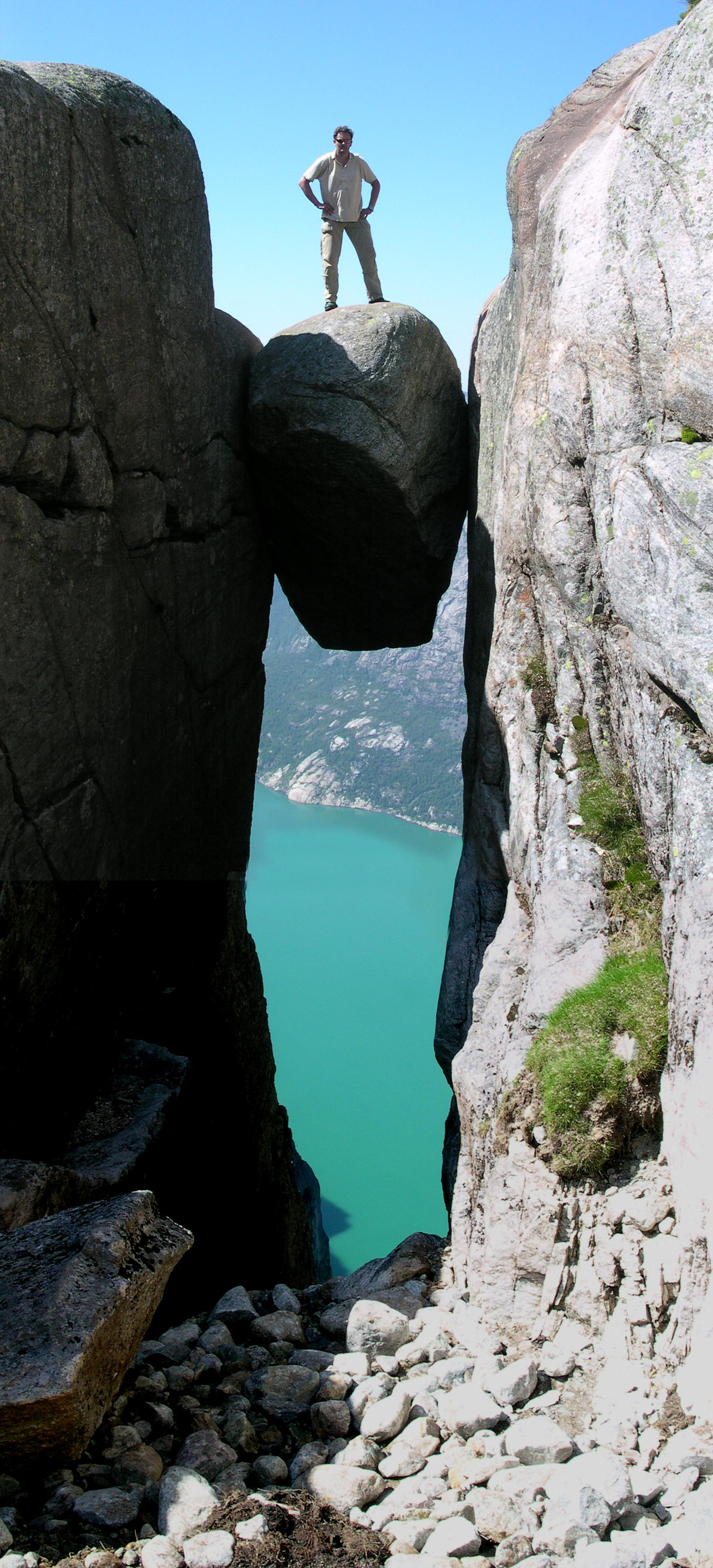
Kjeragbolten

Der höchste Punkt des Plateaus liegt bei ca. 1020 moh. Im westlichen Teil des Plateaus liegt der Kjeragbolten (siehe Bild), ein ca. 5 m³ großer Monolith, der in einer Felsspalte 1000 m über dem Lysefjord eingeklemmt ist. Weiterhin gibt es einen kleinen, 715 m hohen Wasserfall (Kjeragfossen).
Der Kjerag ist neben dem Preikestolen eines der bekanntesten und beliebtesten Touristenziele der Region und beliebter Ausgangspunkt für Basejumper.
In der fast 1000 Meter hohen Nordwand gibt es verschiedene Freikletter- und auch technische Bigwall-Kletterrouten. Der Fels ist senkrecht bis überhängend und von guter bis hervorragender Qualität. Beste Zeit zum Klettern ist Juli/August. Führer gibt es beim Stavanger Kletterclub („BRV“).
Der Wanderweg zum Kjerag beginnt am Øygardstølen, einem Restaurant 640 m über Lysebotn. Von dort führt der Weg in rund 2,5 Stunden durch teilweise mühsames Gelände zum Kjerag, der Rückweg führt über die gleiche Strecke und dauert etwa genauso lange. Der Weg ist stellenweise mit Eisenketten gesichert. Auf der Strecke müssen neben dem eigentlichen Anstieg zwei Berge und zwei Täler überwunden werden. Die Täler sind durch sumpfiges Gelände bzw. Seen geprägt.

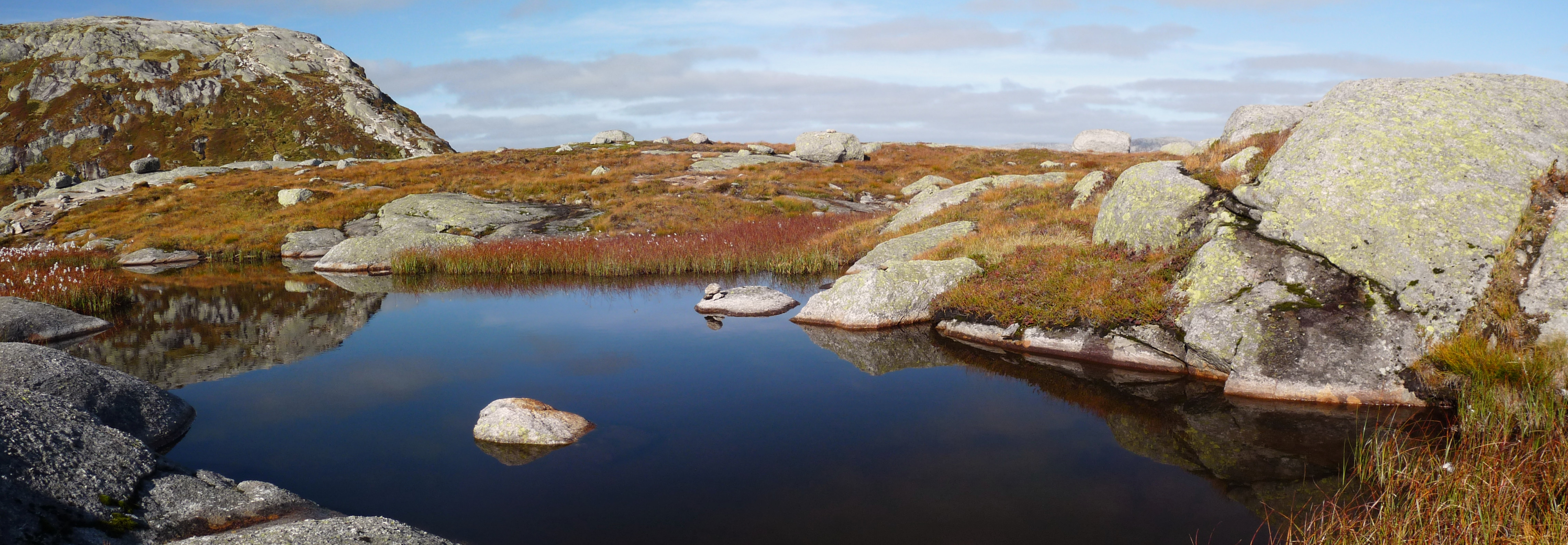
See auf dem Weg zum Kjeragbolten
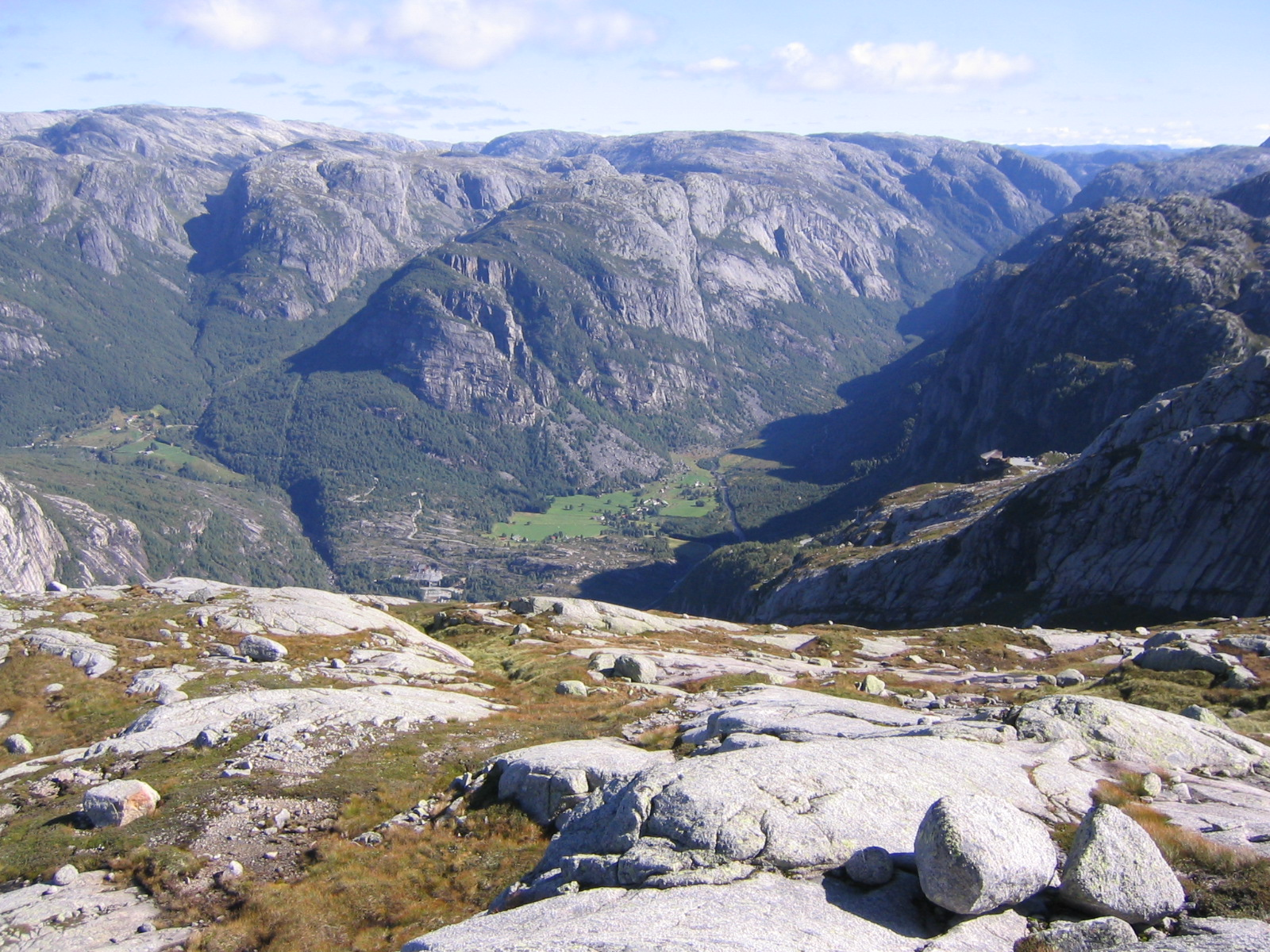
Aufstieg zum Kjerag (rechte Bildmitte: Øygardstølen – der Beginn des Wanderwegs)